# Engenho Central de Piracicaba

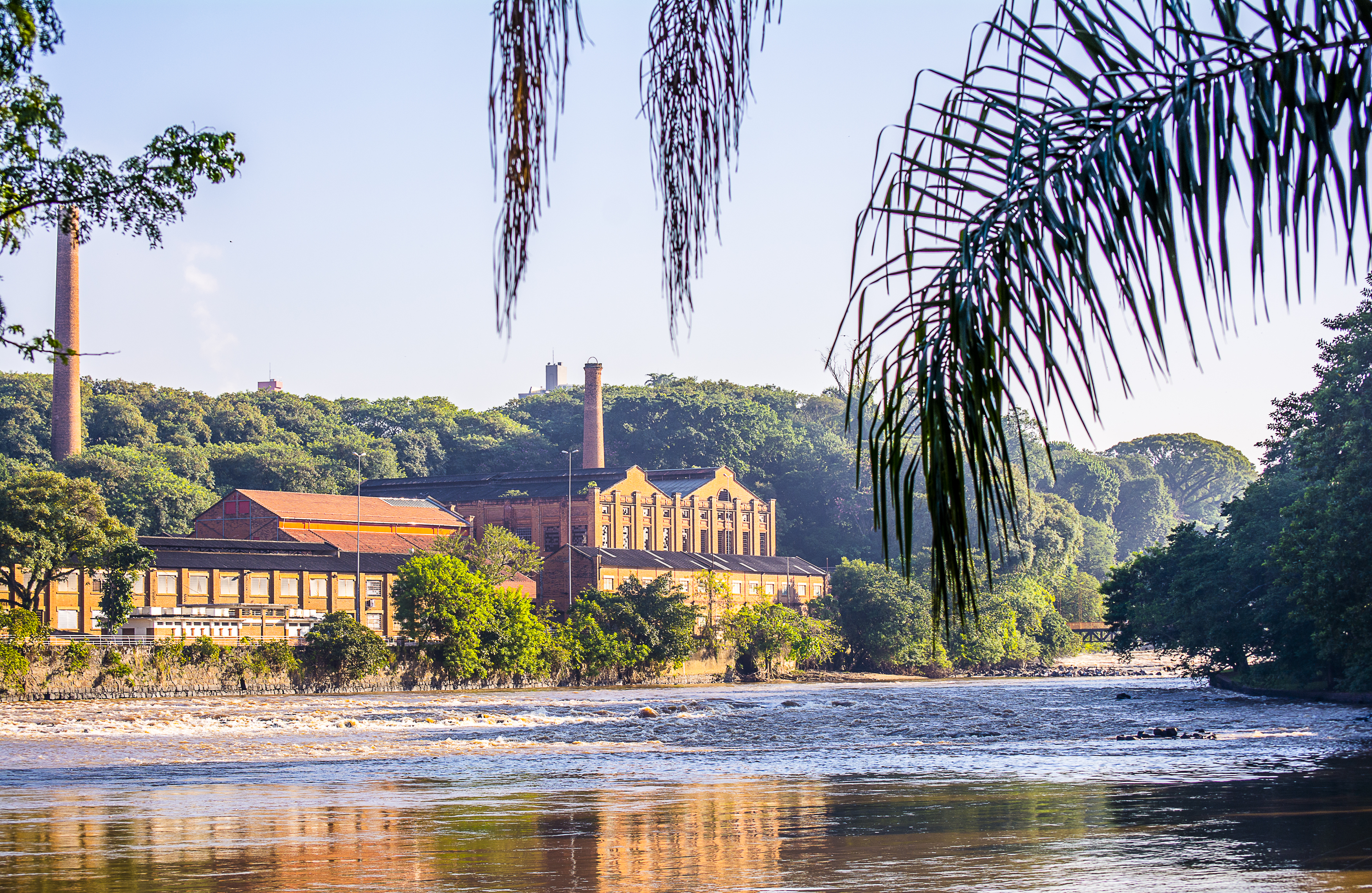
Vista do engenho da margem oposta do Rio Piracicaba

O Engenho Central de Piracicaba, localizado às margens do Rio Piracicaba, na cidade de Piracicaba, foi construído por Estêvão Ribeiro de Sousa Resende, o Barão de Rezende, em 1881, com o objetivo de substituir o trabalho escravo pelo assalariado e pela mecanização.
Devido às dificuldades de manutenção das máquinas importadas, o engenho de açúcar foi vendido em 1899 à Société de Sucreries Brésiliennes, transformando-se no mais importante do país, com uma produção anual de 100 mil sacas de açúcar e três milhões de litros de álcool, incorporando-se a outras seis usinas do grupo no estado de São Paulo.
Sua área verde é de 80 mil metros quadrados e a área construída ocupa 12 mil metros quadrados.

## Origem

### De potência econômica a patrimônio histórico e cultural
A partir da década de 1930, muitos engenhos existentes na região desapareceram ou foram encampados pelas usinas. Apesar de sucessivas crises, o Engenho Central de Piracicaba ainda foi ampliado nas décadas de 1930, 40 e 50, pois o açúcar continuou a exercer papel preponderante na economia piracicabana. Na década de 1950 representava 52% do valor total da produção agrícola local; dez anos mais tarde, essa participação chegou a 75%. Contudo, a crescente urbanização da Vila Rezende e da cidade como um todo acabou por dificultar as atividades operacionais do Engenho Central.
Em novembro de 1970 foi vendido ao Grupo Silva Gordo, que o manteve em funcionamento até 1974, quando foi desativado definitivamente. Posteriormente, quase a totalidade das fazendas que compunham a propriedade foi loteada e vendida, através do empreendimento imobiliário “Terras do Engenho”, restando, mediante acordo com a Prefeitura do Município de Piracicaba, apenas a extensa área onde funcionou o Engenho Central, que aos poucos se transforma num dos mais belos complexos turísticos e culturais da cidade, do Brasil e do mundo.
O Engenho Central de Piracicaba foi tombado pelo CODEPAC – Conselho de Defesa do Patrimônio Cultural, em 1º de agosto de 1989 e considerado de Utilidade Pública em setembro do mesmo ano. Em 25 de agosto de 2014 pela Resolução 92, o CONDEPHAAT – Conselho de Defesa do Patrimônio Histórico, Arqueológico, Artístico e Turístico orgão da Secretaria da Ação Cultural da Prefeitura de Piracicaba também referendou a mesma ação.